# 兴化市楚水实验学校
兴化市楚水实验学校，创建于2000年，坐落于江苏省興化市市区西南部张阳地区。是跨高中、初中、小学三个学段的集团化办学的现代化实验学校。学校高中部2003年通过江苏省重点高中评估验收，2004年转评为江苏省首批三星级普通高中，2007年晋升为江苏省四星级普通高中。